# Meimon Taiyō Ferry
Meimon Taiyō Ferry (名門大洋フェリー, Meimon Taiyō Ferī) est une compagnie de navigation maritime japonaise assurant le transport de passagers, de véhicules et de fret par voie maritime entre Ōsaka et Kitakyūshū, au nord de l'île de Kyūshū. Fondée en 1984, l'entreprise est issue de la fusion des compagnies maritimes Meimon Car Ferry et Taiyō Ferry et est aujourd'hui détenue à 50% par les actionnaires respectifs de ces dernières, les sociétés Keihan et Mitsui O.S.K. Lines (MOL). La compagnie est plus couramment désignée par sa marque commerciale City Line (シティライン, Shiti Rain), adoptée en 1992 et qui est inscrite sur les coques bleues des navires.

## Histoire

### Origines
Les origines de Meimon Taiyō Ferry remontent à l'année 1970 lorsque la compagnie Taiyō Ferry est établie au mois de mars. Créée dans le but d'opérer des liaisons maritimes entre Ōsaka et Kanda, sur l'île de Kyūshū, elle recevra rapidement le soutien financier de l'armateur Mitsui O.S.K. Lines (MOL) qui en deviendra l'actionnaire majoritaire. Quelques mois plus tard, en novembre, la société Keihan, fabricant de briquettes, fonde l'armement Meimon Car Ferry.
Meimon Car Ferry est la première à démarrer ses activités en mai 1972 avec la mise en service entre Yokkaichi et Kitakyūshū du navire à coque bleue Ferry Kashii, imposant car-ferry de 140 mètres pouvant transporter 489 passagers et une centaine de remorques. Avec l'arrivée en juillet de son jumeau le Ferry Atsuta, la compagnie est alors en mesure de proposer une rotation quotidienne. À partir du mois d'octobre, l'itinéraire est même prolongé jusqu'à Nagoya.
De son côté, la compagnie Taiyō Ferry commence ses activités entre Ōsaka et Kanda en avril 1973 après avoir réceptionné le ferry Orion, navire de 140 mètres présentant des caractéristiques similaires à celles des unités de Meimon Car Ferry. Parallèlement, cette dernière ouvre à la même période une ligne entre Ōsaka et Kitakyūshū à l'aide du navire Ferry Sumiyoshi. Doté de dimensions et d'une capacité semblables à celles de ses prédécesseurs, il sera rejoint en juin par son sister-ship le Ferry Hakozaki tandis que Taiyō Ferry alignera en juillet le Pegasus, sister-ship de l‘Orion, entre Ōsaka et Kanda.
En avril 1976, Meimon Car Ferry arrête l'exploitation de la ligne entre Nagoya, Yokkaichi et Kitakyūshū, ce qui entraîne le transfert du Ferry Atsuta au départ d'Ōsaka et la sortie de flotte de son jumeau le Ferry Kashii qui est vendu à la compagnie Nippon Car Ferry. En mars 1977, Taiyō Ferry aligne deux nouveaux navires entre Ōsaka et Kanda grâce au transfert des ferries Sunflower et Sunflower 2 rachetés à la compagnie Nippon Kosoku Ferry pour la somme de 6,4 milliards de yens. Ces deux navires restent toutefois exploités sous les couleurs de leur propriétaire d'origine avec le célèbre emblème représentant un tournesol.

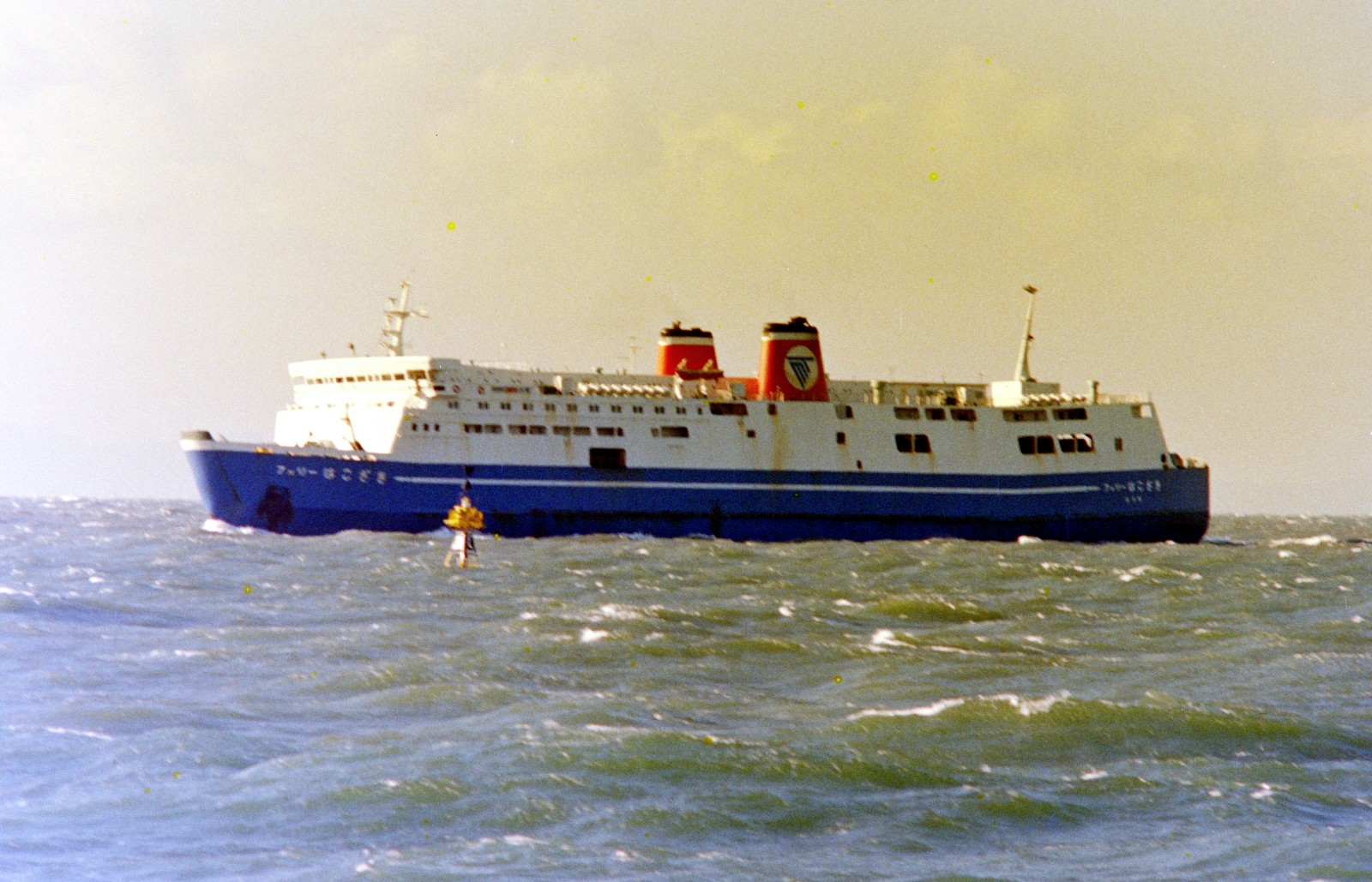
Le Ferry Hakozaki, naviguant à l'origine pour Meimon Car Ferry, intègre la flotte de Meimon Taiyō Ferry à sa création.

À partir de février 1982, Meimon Car Ferry et Taiyō Ferry commencent à se rapprocher et entament des pourparlers en vue de leur fusion. Les deux compagnies ont alors un intérêt à mettre en commun leurs moyens en raison notamment de l'ouverture en mars 1983 de l'autoroute Chūgoku, permettant de relier directement Ōsaka à l'île de Kyūshū par voie terrestre et qui engendre dès la première année une baisse de 7% du transport maritime.

### Depuis 1984
Avec l'aval des actionnaires, la procédure du fusion des deux compagnies débute en novembre 1984. La nouvelle entité est nommée Meimon Taiyō Ferry et hérite des navires Ferry Sumiyoshi et Ferry Hakozaki de Meimon Car Ferry et du ferry Orion de Taiyō Ferry, les jumeaux Sunflower et Sunflower 2 étant cédés à la compagnie Kansai Kisen en échange du Ferry Kogane Maru qui intègre l'armement sous le nom de Pegasus. La nouvelle compagnie exploitera son outil naval entre Ōsaka et Kitakyūshū, la desserte de Kanda étant quant à elle abandonnée. Deux allers-retours seront proposés chaque jour, l'un partant en fin d'après-midi et l'autre plus tard dans la soirée. Les navires de cette nouvelle entité arboreront les couleurs de Meimon Car Ferry avec leur coque peinte en bleu tandis qu'un nouvel emblème sera apposé sur les cheminées. Les débuts effectifs de Meimon Taiyō Ferry ont lieu le 1er décembre 1984.

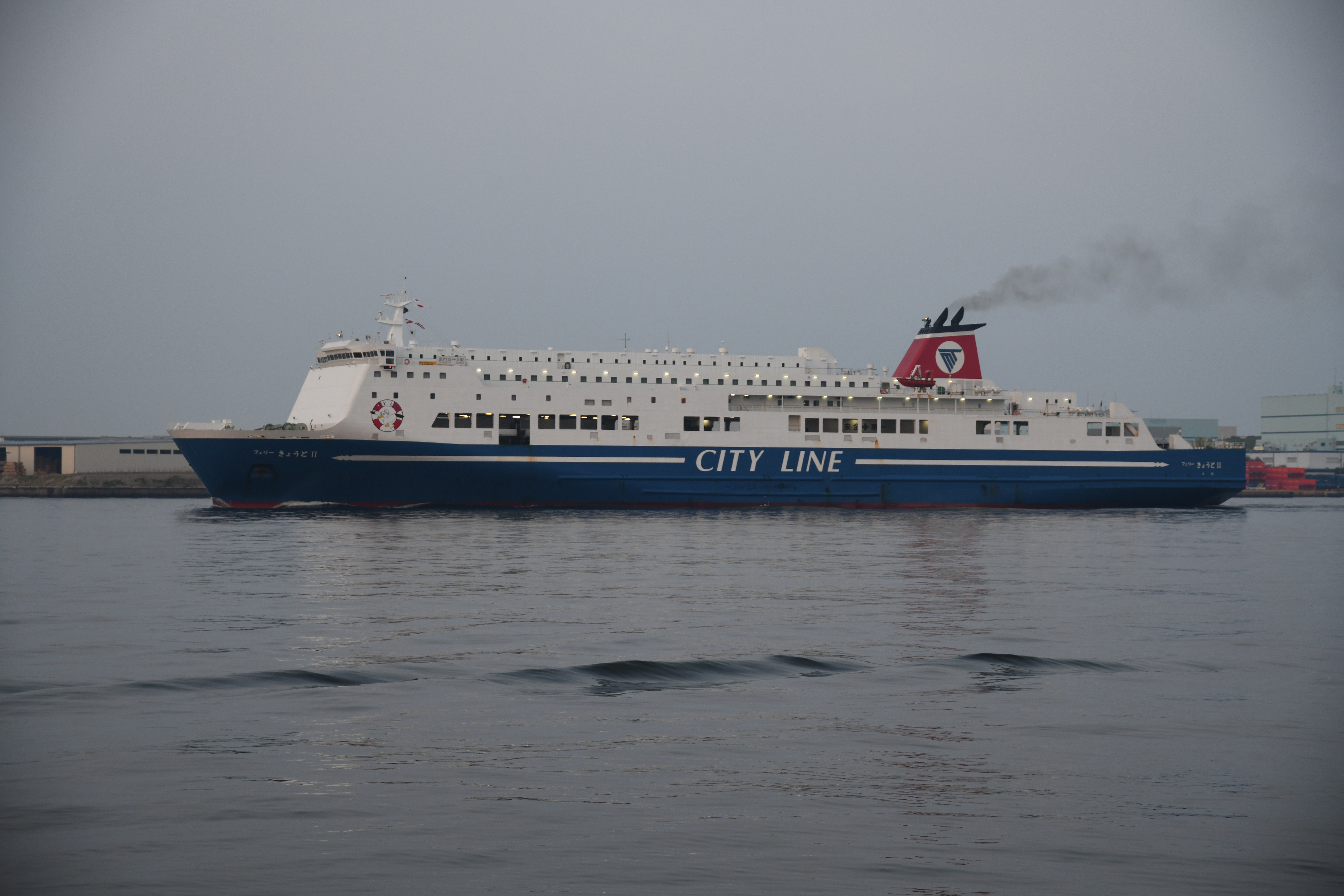
Le Ferry Kyoto II, mis en service en 2002.

À partir de la seconde moitié des années 1980, la compagnie lance la construction de nouvelles unités afin de remplacer ses plus anciens navires. Ainsi, en 1989, Meimon Taiyō Ferry prend livraison des ferries New Pegasus et New Orion. Long de 160 mètres et capables de transporter 700 passagers, 100 véhicules et 155 remorques, ils se substituent à leurs aînés du même nom. Le renouvellement de la flotte se poursuit en 1992 avec l'arrivée des jumeaux Ferry Osaka et Ferry Kitakyushu qui remplacent les navires Ferry Sumiyoshi et Ferry Hakozaki. À l'occasion de la mise en service de ces nouveaux car-ferries, la compagnie adopte le nom commercial City Line qui est inscrit sur la coque des navires. Également à cette même période, le New Pegasus et le New Orion sont rebaptisés respectivement Ferry Kyoto et Ferry Fukuoka afin d'instaurer une certaine standardisation des noms au sein de la flotte.

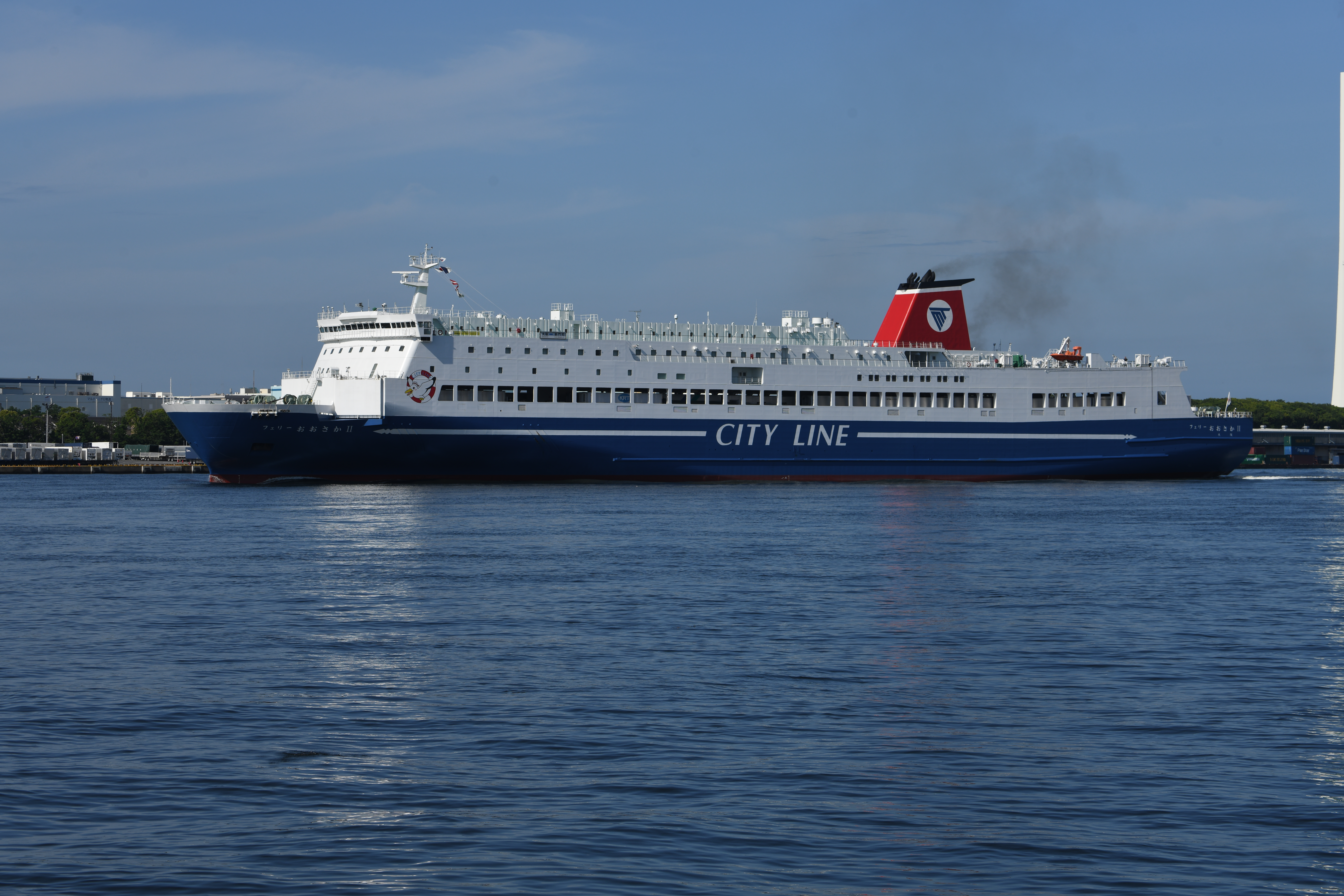
Le Ferry Osaka II, mis en service en 2015.

À la fin des années 1990, Meimon Taiyō Ferry décide de proposer sur ses liaisons une qualité de service homogène. Pour ce faire, les contrats de construction de deux nouveaux navires sont signés avec les chantiers Mitsubishi Heavy Industries de Shimonoseki afin de remplacer les jumeaux Ferry Kyoto et Ferry Fukuoka. Baptisés Ferry Kyoto II et Ferry Fukuoka II, ces navires de 167 mètres pouvant transporter 700 passagers, 100 véhicules et 180 camions sont livrés respectivement en septembre et en octobre 2002.
Au cours des années 2010, la question du remplacement des Ferry Osaka et Ferry Kitakyushu, naviguant alors depuis une vingtaine d'années, se fait ressentir. C'est dans ce cadre que Meimon Taiyō Ferry décide de la construction de deux unités présentant des caractéristiques inédites au sein de la compagnie. Commandés aux chantiers Mitsubishi Heavy Industries de Shimonoseki à l'instar des précédents navires, ces nouveaux navires, nommés Ferry Osaka II et Ferry Kitakyushu II sont livrés fin 2015. Avec une longueur de 183 mètres et une capacité de 146 remorques, 105 véhicules et plus de 700 passagers, ils sont également les premiers navires de Meimon Taiyō Ferry à dépasser les 10 000 tonneaux.
Ce renouvellement de la flotte se poursuit avec la commande aux chantiers Mitsubishi de deux autres car-ferries jumeaux de 195 mètres en remplacement des navires Ferry Kyoto II et Ferry Fukuoka II. Le premier des deux navires, baptisé Ferry Kyoto, est mis en service au mois de décembre 2021 tandis que le second, nommé Ferry Fukuoka, est inauguré fin mars 2022,.

## Ligne desservie
La compagnie Meimon Taiyō Ferry assure des liaisons quotidiennes reliant le port d'Ōsaka à celui de Kitakyūshū, situé dans la préfecture de Fukuoka au nord de l'île de Kyūshū. Le terminal de la compagnie à Ōsaka est situé dans l'arrondissement de Suminoe-ku tandis que celui de Kitakyūshū se trouve à Shinmoji. Deux allers-retours sont effectués chaque jour dans les deux sens, un premier départ a lieu en fin d'après-midi à 17h00 pour une arrivée à 5h30 tandis qu'un deuxième intervient à 19h50 pour une arrivée à 8h30.

## Flotte

### Flotte actuelle
Au 25 décembre 2022, la flotte de Meimon Taiyō Ferry est composée de quatre navires.
| Navire              | Pavillon | Type  | Construction | Entrée en flotte | Tonnage    | Longueur | Largeur | Capacité  | Capacité  | Capacité  | Vitesse    | Statut     |
| Navire              | Pavillon | Type  | Construction | Entrée en flotte | Tonnage    | Longueur | Largeur | Passagers | Véhicules | Remorques | Vitesse    | Statut     |
| ------------------- | -------- | ----- | ------------ | ---------------- | ---------- | -------- | ------- | --------- | --------- | --------- | ---------- | ---------- |
| Ferry Fukuoka       |          | Ferry | 2022         | 2022             | 15 400 UMS | 195 m    | 27,80 m | 692       | 140       | 162       | 23,2 nœuds | En service |
| Ferry Kyoto         |          | Ferry | 2021         | 2021             | 15 400 UMS | 195 m    | 27,80 m | 692       | 140       | 162       | 23,2 nœuds | En service |
| Ferry Kitakyushu II |          | Ferry | 2015         | 2015             | 14 920 UMS | 183 m    | 27 m    | 713       | 105       | 146       | 23,2 nœuds | En service |
| Ferry Osaka II      |          | Ferry | 2015         | 2015             | 14 920 UMS | 183 m    | 27 m    | 713       | 105       | 146       | 23,2 nœuds | En service |

### Anciens navires
| Navire           | Pavillon | Type  | Construction | Période   | Tonnage   | Longueur | Largeur | Passagers | Véhicules | Vitesse    | Statut |
| ---------------- | -------- | ----- | ------------ | --------- | --------- | -------- | ------- | --------- | --------- | ---------- | --- |
| Ferry Fukuoka II |          | Ferry | 2002         | 2002-2022 | 9 731 UMS | 167 m    | 25,60 m | 697       | 100       | 23,2 nœuds | Vendu en Corée du Sud. Rebaptisé Queen Mary 2. |
| Ferry Kyoto II   |          | Ferry | 2002         | 2002-2022 | 9 731 UMS | 167 m    | 25,60 m | 697       | 100       | 23,2 nœuds | Vendu en Corée du Sud à la compagnie Hanil Express puis revendu aux Philippines fin 2023. Navigue actuellement pour l'armateur 2GO sous le nom de 2GO Masikap. |
| Ferry Kitakyushu |          | Ferry | 1992         | 1992-2015 | 9 476 UMS | 160 m    | 25 m    | 814       | 100       | 22,9 nœuds | Vendu en Indonésie. Navigue actuellement sous le nom de Mutiara Sentosa III.                                                                                   |
| Ferry Osaka      |          | Ferry | 1992         | 1992-2015 | 9 479 UMS | 160 m    | 25 m    | 814       | 100       | 22,9 nœuds | Vendu en Indonésie. Navigue actuellement sous le nom de Mutiara Sentosa II.                                                                                    |
| Ferry Fukuoka    |          | Ferry | 1989         | 1989-2002 | 9 320 UMS | 160 m    | 25 m    | 780       | 100       | 22,9 nœuds | Navigue actuellement aux Philippines sous le nom de St Therese of Child Jesus.                                                                                 |
| Ferry Kyoto      |          | Ferry | 1989         | 1989-2002 | 9 320 UMS | 160 m    | 25 m    | 780       | 100       | 22,9 nœuds | A terminé sa carrière en Corée du Sud sous le nom de CK Star. Démoli à Chittagong en 2017.                                                                     |
| Ferry Hakozaki   |          | Ferry | 1973         | 1984-1992 | 7 309 UMS | 138,60 m | 22,10 m | 900       | 90        | 18,5 nœuds | A terminé sa carrière aux Philippines sous le nom de St Joan of Arc. Démoli en 2016.                                                                           |
| Ferry Sumiyoshi  |          | Ferry | 1973         | 1984-1992 | 7 312 UMS | 138,60 m | 22,10 m | 900       | 90        | 18,5 nœuds | A terminé sa carrière aux Philippines sous le nom de St Thomas Aquinas. Coulé le 16 août 2013.                                                                 |
| Pegasus          |          | Ferry | 1973         | 1984-1989 | 6 949 UMS | 132 m    | 22,70 m | 699       | 94        | 22,5 nœuds | A terminé sa carrière en Grèce sous le nom de Rodos. Démoli à Alang en 2006.                                                                                   |
| Orion            |          | Ferry | 1973         | 1984-1989 | 7 268 UMS | 140,87 m | 22,43 m | 794       | 72        | 21 nœuds   | A terminé sa carrière en Italie pour la compagnie Adria Ferries sous le nom de AF Claudia Prima. Démoli à Aliağa en 2018.                                      |